# Порядок наследования японского престола

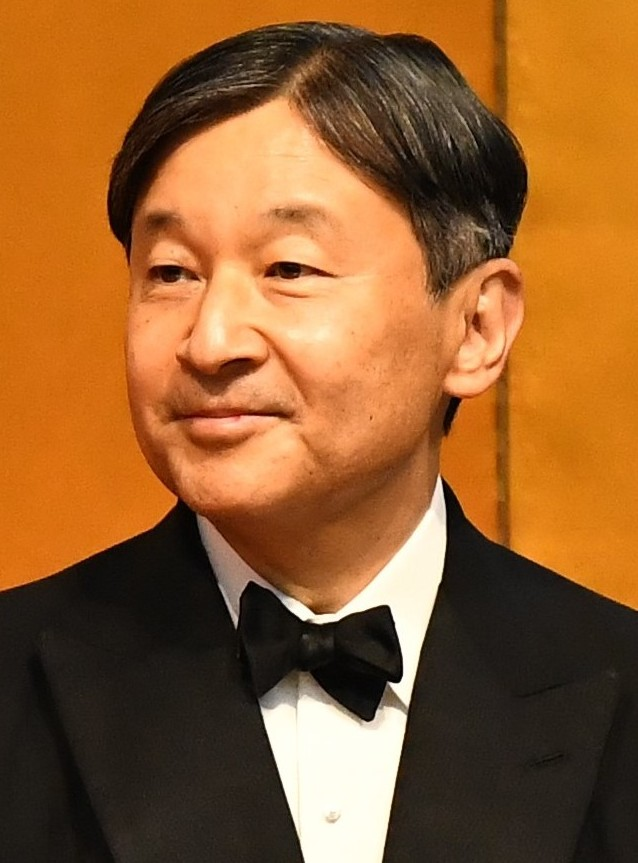
Император Нарухито (род. 1960), 126-й император Японии (с 2019), старший сын императора Акихито

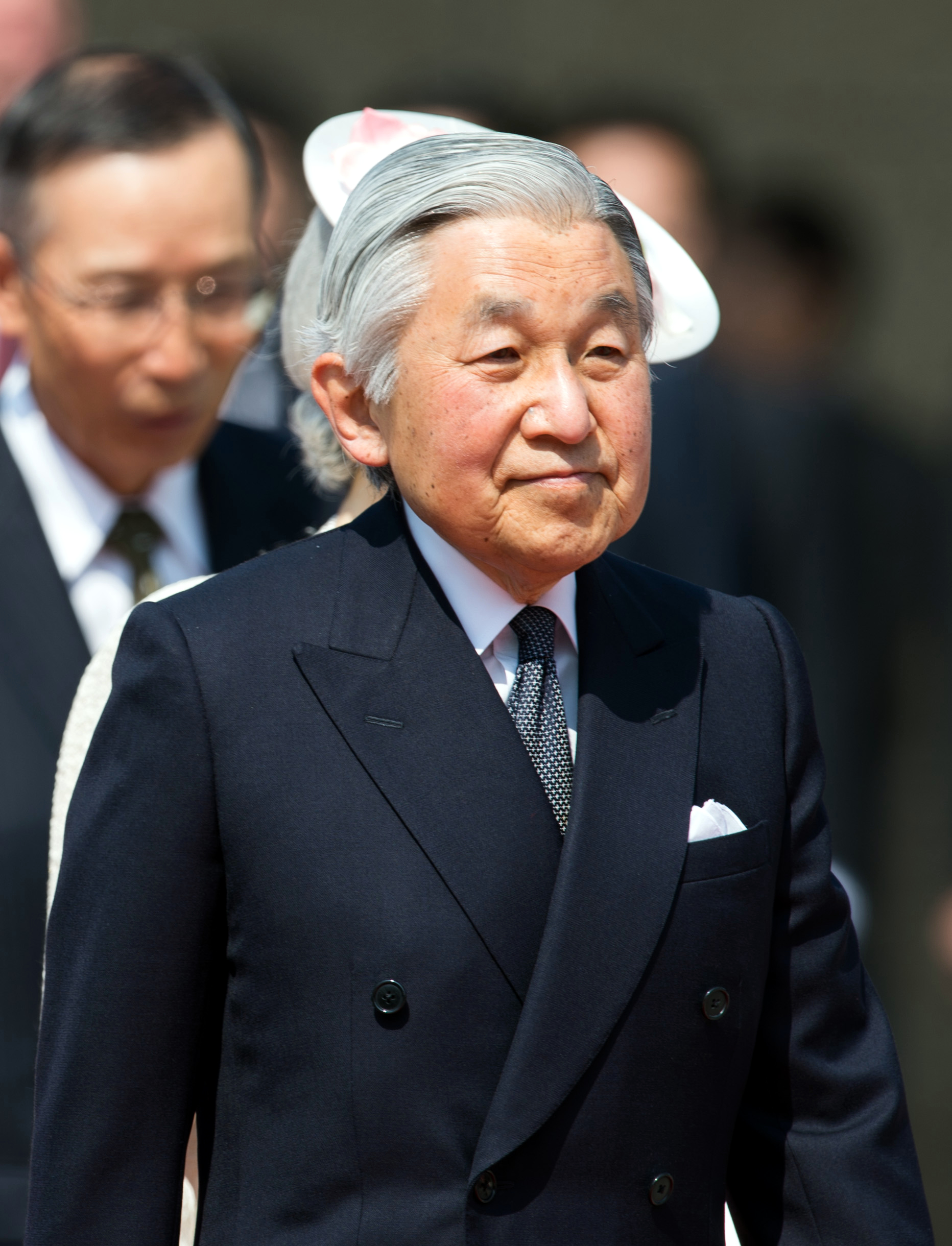
Акихито (род. 1933), 125-й император Японии (1989—2019)

Порядок наследования японского Хризантемового трона определяется на основе Закона об Императорском доме. В настоящее время на императорский престол могут претендовать только мужчины-представители династии Ямато.

## Текущая линия престолонаследия

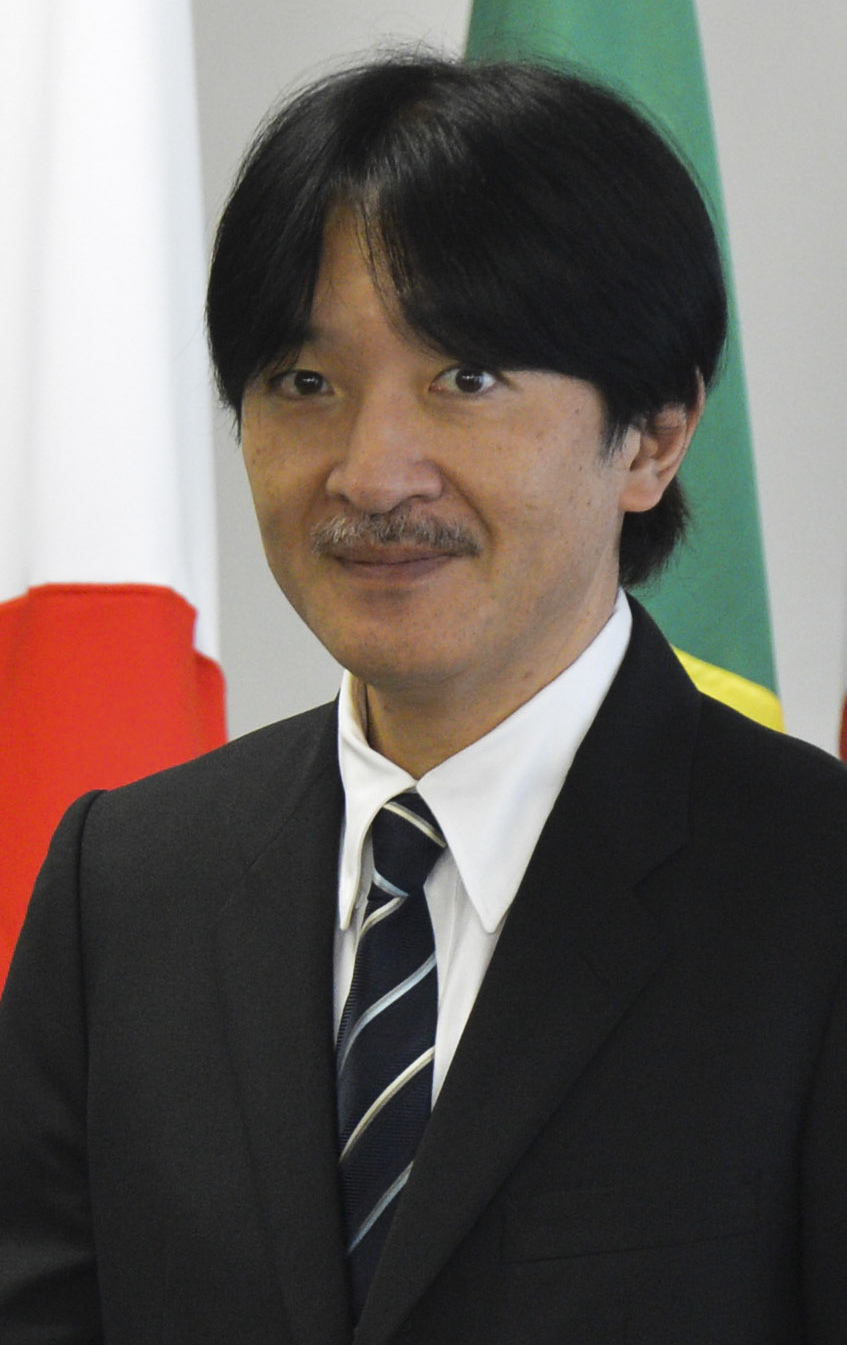
Принц Акисино (род. 1965), второй сын императора Акихито и наследник престола (с 2019)

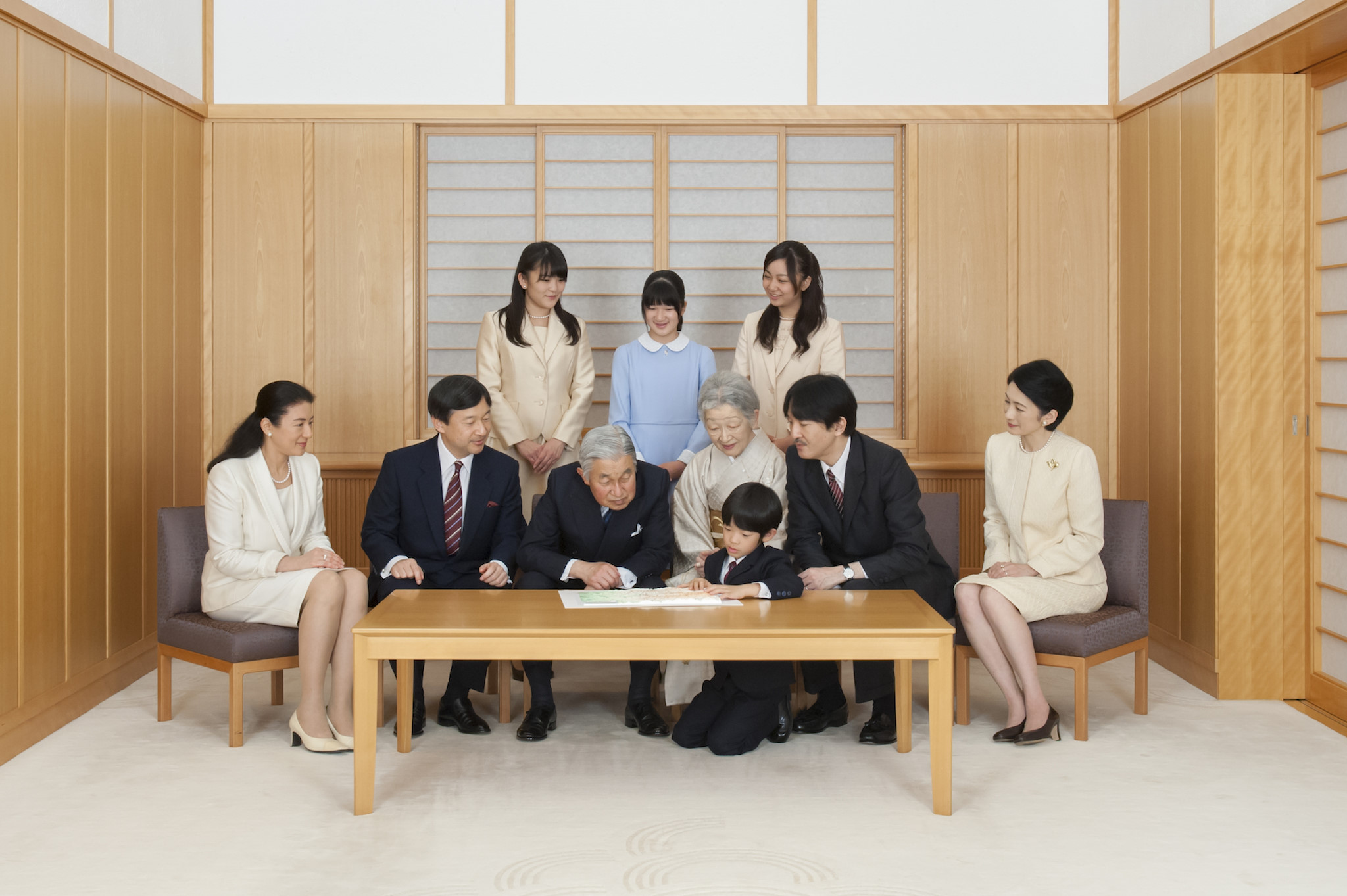
Принц Хисахито в окружении семьи

Список принцев, имеющих право претендовать на японский императорский престол.
- Император Хирохито (1901—1989)
  -  Император Акихито (род. 1933)
    -  Император Нарухито (род. 1960)
    - (1) Фумихито, наследный принц (род. 1965)
      - (2) Хисахито, принц Акисино (род. 2006)

  - (3) Масахито, принц Хитати (род. 1935)

## История

### Закон об императорском доме 1889 года
Закон об императорском доме, принятый в 1889 году, был первым японским законом, регулирующим престолонаследие. Закон об императорском доме действовал вплоть до октября 1947 года, когда он был упразднен и замене новым Законом об императорском доме, согласно которому престол наследовался по системе агнатической примогенитуры (мужского первородства).
Во всех случаях порядок наследования императорского престола переходил от старшего наследника к младшим (статья 3). В большинстве случаев сыновья и наследники императора, рождённые от официальной супруги, имели больше прав, чем принцы, которые родились от наложниц. Незаконнорождённые сыновья могли претендовать на престол, если не было других наследников мужского пола по прямой линии, однако они имели приоритет над законными братьями императора (статья 4). Если престолонаследник страдал неизлечимой болезнью, или в других важных случаях, порядок наследования может быть изменён согласно вышесказанным постановлениям, по совещании с императорской семьей и тайным советом (статья 9).
11 февраля 1907 года в Закон об императорском доме была внесены поправки о сокращении числа имперских принцев (синнокэ и окэ) из боковых ветвей императорской семьи, которые являлись потомками императора в пятом или шестом поколении. Согласно поправке, имперские принцы были исключены из императорской семьи, получали личные фамилии и приобретали статус пэров с титулами маркиза или графа. Бывшие принцы и их потомки, переставшие быть членами императорской семьи, были исключены из порядка наследования императорского престола и лишились права на возвращение в императорскую семью в будущем.

### Историческая линия престолонаследия, согласно Закону об императорском доме 1889 года (октябрь 1947)
По состоянию на 14 октября 1947 года, когда из состава императорской семьи были исключены принцы из боковых ветвей императорского дома: синнокэ (принцы крови) и окэ (принцы), непосредственная линия наследования японского престола выглядела следующим образом:
- Император Тайсё (Ёсихито; 1879—1926)
  -  Император Сёва (Хирохито; род. 1901)
    - (1) Принц Цугу (Акихито; род. 1933)
    - (2) Принц Ёси (Масахито; род. 1935)

  - (3) Принц Титибу (Ясухито; род. 1902)
  - (4) Принц Такамацу (Нобухито;род. 1905)
  - (5) Принц Микаса (Такахито; род. 1915)
    - (6) Принц Микаса (Томохито;род. 1946)

До октября 1947 года порядок наследования императорского трона определялся Законом об императорском доме 1889 года. В случая пресечения основой линии правящего императорского дома на вакантный хризантемовый трон могли претендовать принцы крови из боковой ветви Фусими-но-мия (синнокэ) в соответствии с условиями Закона об императорском доме 1889 года. Дом Фусими-но-мия являлся ближайшей прямой мужской линией императорского дома. Принцы этой ветви происходили от принца Фусими Кунииэ (1802—1872), потомка в 12-м поколении императора Северного двора Суко, который был внуком 93-го императора Го-Фусими. Принц Фусими Кунииэ имел 17 сыновей от разных женщин, из них пять стали основателями княжеских домов (окэ). Поправки 1907 года в Закон об императорском доме ещё сильнее сократили численность имперских князей, имеющих право претендовать на императорский престол. Согласно измененному закону 1889 года, порядок наследования среди боковых ветвей императорского дома продолжался следующим образом:
- Принц Фусими Кунииэ[англ.] (1802—1872) (Фусими-но-мия)
  -  Принц Ямасина Акира (1816—1891) (Ямасина-но-мия)
    -  Принц Ямасина Кикумаро (1873—1908)
      -  (7) Принц Ямасина Такэхико (род. 1898)

  - Принц Куни Асахико (1824—1891) (Куни-но-мия)
    - Принц Кая Кунинори (1867—1909) (Кая-но-мия)
      -  (8) Принц Кая Цунэнори (род. 1900)
        - (9) Принц Кая Кунинага (род. 1922)
        - (10) Принц Кая Харунори (род. 1926)
        - (11) Принц Кая Акинори (род. 1929)
        - (12) Принц Кая Фуминори (род. 1931)
        - (13) Принц Кая Мунэнори (род. 1935)
        - (14) Принц Кая Такэнори (род. 1942)

    - Принц Куни Куниёси (1873—1929)
      - (15) Принц Куни Асаакира (род. 1901)
        - (16) Принц Куни Куниаки (род. 1929)
        - (17) Принц Куни Асатакэ (род. 1940)
        - (18) Принц Куни Асахиро (род. 1944)

    - (29) Принц Насимото Моримаса (род. 1874) (Насимото-но-мия)
    - (30) Принц Асака Ясухико (род. 1887) (Асака-но-мия)
      - (19) Принц Асака Такэхико (род. 1912)
        - (20) Принц Асака Томохико (род. 1943)

    - (31) Принц Хигасикуни Нарухико (род. 1887) (Хигасикуни-но-мия)
      - (21) Принц Хигасикуни Морихиро (род. 1916)
        - (22) Принц Хигасикуни Нобухико[англ.] (род. 1945)

  - Принц Китасиракава Ёсихиса (1847—1895) (Китасиракава-но-мия)
    - Принц Такэда Цунэхиса (1882—1919) (Такэда-но-мия)
      - (23) Принц Такэда Цунэёси (род. 1909)
        - (24) Принц Такэда Цунэтада (род. 1940)
        - (25) Принц Такэда Цунэхару (род. 1944)

    -  Принц Китасиракава Нарухиса (1887—1923)
      -  Принц Китасиракава Нагахиса (1910—1940)
        - (26) Принц Китасиракава Митихиса (род. 1937)

  - Принц Фусими Саданару (1858—1923)
    -  Принц Фусими Хироясу (1875—1946)
      -  Принц Фусими Хироёси (1897—1938)
        - (27) Принц Фусими Хироаки (род. 1932)

  -  Принц Канъин Котохито (1865—1945)
    - (28) Принц Канъин Харухито (род. 1902)

Дом Насимото-но-мия прервался в 1951 году, а линии Ямасина-но-мия и Канъин-но-мия вымерли в 1987 и 1988 годах. Но ветви Фусими-но-мия, Куни-но-мия, Кая-но-мия, Асака-но-мия, Хигасикуни-но-мия, Такэда-но-мия и Китасиракава-но-мия продолжают существовать и в настоящее время. Однако нынешние главы Фусими-но-мия и Китасиракава-но-мия не имеют наследников мужского пола для продолжения рода

.

### Споры о наследовании
Дебаты о престолонаследии были впервые подняты в конце 1920-х годов после вступления на престол императора Сёва. За первые восемь лет брак у императора Сёва рождались только одни девочки. В результате принц Титибу, младший брат правящего императора, считался вторым в порядке наследования престола до рождения наследного принца Акихито в декабре 1933 года. Как профессиональный офицер и известный националист с радикальными взглядами, принц имел тесные связи с правыми фракциями в военных кругах. В начале 1930-х годов он решительно поддерживал фракцию «имперского пути» в японской армии и находился в дружеских отношениях с несколькими младшими офицерами, которые впоследствии играли ведущую роль в организации инцидента 26 февраля 1936 года.
Большинство последователей фракции имперского пути среди военных критиковало правящего императора за его научные интересы, скромный нрав и предположительный пацифизм, считая его пешкой, которой манипулировали коррумпированные советники. Кроме принца Титибу, мятежные офицеры 26 февраля опирались на молчаливую поддержку имперских принцев Асака и Хигасикуни, старших генералов армии, которые были лидерами фракции имперского пути и имели тесные связи с видными правыми группами. В случае гибели или отречения от престола императора принц Титибу получил бы мощную поддержку со стороны правых в качестве регента при малолетнем принце Акихито. Однако принц Титибу дистанцировался от офицеров из имперского пути после подавления попытке мятежа 26 февраля. Ещё в 1938 году князь Киммоти Сайондзи выражал беспокойство, что принц Титибу может когда-нибудь захватить престол насильственным путём. В октябре 1940 года принц Титибу тяжело заболел туберкулёзом и стал вести уединённую жизнь. Его место в порядке наследования занял младший брат, принц Такамацу, который в чрезвычайных обстоятельствах должен был взять на себя регентство за своего племянника, наследного принца Акихито.
В июле 1944 года после дальнейших неудач японских войск и захвата американцами острова Сайпан император Сёва отказывался отправить в отставку премьер-министра Тодзио и его кабинет. Маркиз Кидо Коити, лорд — хранитель печати, вёл переговоры с Коноэ Фумимаро и дядей императора, генералом принцем Хигасикуни Нарухито, о возможности вынудить императора отречься от престола в пользу своего сына, наследного принца Акихито и объявления регентом принца Такамацу. 8 июля решение об отстранении императора от власти было официально принято, через несколько дней принц Такамацу одобрил его. По плану заговорщиков принц Хигасикуни должен был заменить Тодзио на посту премьер-министра и возглавить переговоры с союзниками. В конечном итоге от этого плана было решено отказаться как слишком рискованного. Коноэ сообщил Кидо, что радикалы из военных хотели устроить переворот и пленить императора в Маньчжурии, или заменить его на престоле более воинственным имперским принцем. Кидо и Коноэ использовали влияние принца Такамацу и его дядей, принцев Асака и Хигасикуни, чтобы оказать давление на императора для отставки премьера Тодзио. Эта стратегия оказалось успешной, 18 июля Тодзио был отправлен в отставку.

## Текущий порядок престолонаследия
Согласно статье 2 Конституции Японии, императорский трон должен наследоваться членами императорской семьи в соответствии с Законом об императорском доме, принятом парламентом. Закон об императорском доме, принятый в 1947 году, подтверждает систему мужского первородства при наследовании престола. Правительство под руководством Сигэру Ёсиды под давлением американского оккупационного командования в мае 1947 года вынуждено было принять новую Конституцию. Чтобы контролировать численность императорской семьи, был принят закон, по условиям которого только законные потомки мужского пола по мужской линии могли претендовать на императорский престол. Принцессы крови (яп. 内親王 найсинно:) и принцессы (яп. 女王 дзёо:) утрачивали статус членов императорской семьи, если они вступали в брак с простолюдинами. Имперские принцы, кроме наследного принца, князья, не состоящие в браке принцы и принцессы, а также вдовы имперских принцев и князей, по собственному желанию или в соответствии с решением императорского совета могут отказаться от членства в императорском доме. Император и другие члены императорской семьи не имеют права усыновлять детей.

## Кризис преемственности власти
До сентября 2006 года в императорском доме существовал потенциальный кризис о порядке наследования, поскольку последним младенцем мужского пола в императорской семье, стал принц Акисино, родившийся в 1965 году. После рождения принцессы Айко в 2001 году в стране началась общественная дискуссия о внесении поправок в Закон об императорском доме, чтобы женщины, потомки императоров и их потомки, могли претендовать на трон. В январе 2005 года премьер-министр Дзюнъитиро Коидзуми назначил специальную комиссию из судей, преподавателей вузов и государственных служащих, чтобы изучить изменения в Законе об императорском доме и дать рекомендации правительству. Первым в порядке наследования престола находится наследный принц Нарухито (род. 1960), старший сын императора Акихито, у которого есть единственная дочь, принцесса Айко. За ним следует его младший брат, принц Акисино (род. 1965), который является отцом принцессы Мако (род. 1991), принцессы Како (род. 1994) и принца Хисахито (род. 2006).
24 января 2005 года японское правительство объявило, что оно будет рассматривать возможность о разрешении наследному принцу и наследной принцессе усыновить ребенка мужского пола, чтобы избежать возможного династического спора. Усыновление из боковых ветвей императорского дома — старинная японская династическая традиция, которая была запрещена после принятия новой конституции в 1947 году. Ребенок, вероятно, мог быть усыновлён из одной из бывших ветвей императорского дома, которые потеряли имперский статус после Второй Мировой войны. Однако, назначенная правительством группа экспертов представила доклад 25 октября 2005 года, в котором заявляла о возможности внесения в Закон об императорском доме поправки, разрешающией абсолютную примогенитуру (первородство).
Принц Томохито Микаса (1946—2012), как и несколько японских законодателей, выступили против введения в Японии абсолютной примогенитуры.